# Teorema del catet
El teorema del catet estableix que el catet (AB) d'un triangle rectangle (ABC) és mitjana proporcional o geomètrica entre la hipotenusa (AC) i la projecció (AH) d'aquest catet sobre la hipotenusa.
Expressat algebraicament, 
{\displaystyle {\overline {AB}}^{2}={\overline {AC}}\cdot {\overline {AH}}}

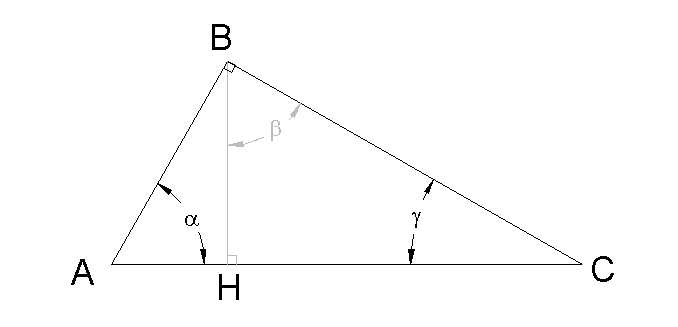
Triangle rectangle ABC amb altura BH

on H és el peu de la perpendicular a AC per B.
Nota: en aquest article es fa ús de la notació corrent dels triangles rectangles amb les tres lletres majúscules que representen cadascun dels seus tres vèrtex i on la central és l'angle recte. Per la designació de segments i la seva longitud s'usen les dues lletres majúscules que representen els seus extrems. Per exemple, DEF seria el triangle rectangle amb vèrtex D, E (corresponent a l'angle recte) i F, amb catets DE i FE i hipotenusa DF.

## Demostració
ABC i ABH són triangles semblants perquè tenen dos angles iguals: el del vèrtex A (α) i un de recte. Pel teorema de Tales, 
{\displaystyle {\frac {\overline {AB}}{\overline {AC}}}={\frac {\overline {AH}}{\overline {AB}}}}
d'on, reordenant, s'obté l'expressió algebraica del teorema. Quod erat demonstrandum

## Què es pot fer amb el teorema del catet
- Càlcul geomètric de la mitjana proporcional de dos segments de longitud a i b : Traçant els segments dos segments a (AH) i b (AC) amb un extrem comú (A), es pot obtenir l'arc capaç de 90° del segment major (AC). Traçant una perpendicular a ambdós segments des de l'extrem no comú del segment petit (H) s'obté el punt B quan aquesta perpendicular interseca l'arc capaç. El segment que uneix l'extrem comú dels segments (A) amb el punt B és la mitjana proporcional o geomètrica de a i b. Per demostrar-ho, només cal aplicar el teorema del catet al triangle rectangle ABC d'angle recte a B i que té per hipotenusa el segment major (AC).

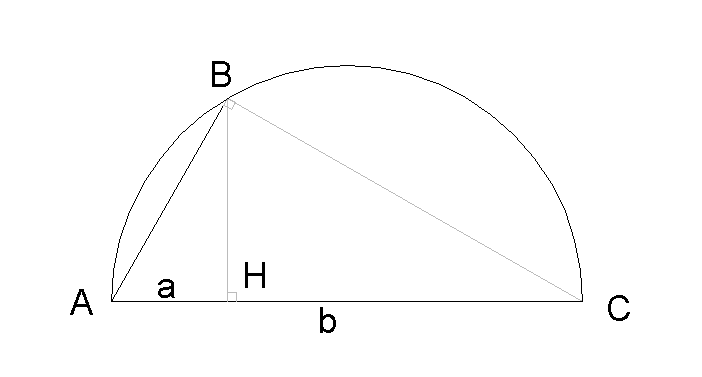
Construcció geomètrica per a l'obtenció de la mitjana geomètrica amb el teorema del catet

- Demostrar el teorema de Pitàgores.
- Demostrar el teorema de l'altura.